# The Lion Sleeps Tonight
The Lion Sleeps Tonight är en sydafrikansk låt som ursprungligen hette Mbube och som i omgjorda versioner blev stora musikhitar för musikgrupper runt om i världen.
"Mbube", som betyder "lejon" på zulu, spelades första gången in 1939 av upphovsmannen Solomon Linda och hans grupp The Evening Birds. Gallo Record Company betalade en engångssumma till Linda för inspelningen men inga royalties. Mbube blev en hit i hela Sydafrika och sålde omkring 100 000 exemplar under 1940-talet. Låten blev så populär att Mbube blev namnet på musikstilen som kännetecknas av afrikansk a cappella-musik, även om musikstilen senare ersattes av den mjukare versionen isicathamiya.
Skivbolaget Folkways presenterade låten för folkmusikgruppen The Weavers medlem Pete Seeger. 1952 spelade de in sin version som fick låttiteln "Wimoweh", vilket var en misstolkning av refrängens 'uyimbube', som betyder "du är ett lejon". Pete Seeger gjorde några egna tillägg till melodin. Sången tillskrevs Solomon Linda och Paul Campbell, där Campbell var en pseudonym för gruppens fyra medlemmar.
Pete Seeger förklarar på en inspelning att "texten handlar om en gammal legend, deras siste kung som var känd som "Chaka Lejonet". Legenden berättar att Chaca Lejonet inte dog när européerna erövrade vårt land; han gick helt enkelt för att sova, och han kommer att vakna upp en dag."
Låten gavs ut av Folkways. Deras version från 1952, som producerades av Gordon Jenkins, blev en topp 20-hit i USA och deras liveversion från 1957 blev en hörnsten inom folkmusiken. Denna version spelades även in 1959 av The Kingston Trio. 
George Weiss, Luigi Creatore och Hugo Peretti skrev en ny låttext, löst baserad på innebörden i den ursprungliga låten. The Tokens cover av denna version från 1961 placerade sig etta på Billboard Hot 100 och spelas fortfarande ofta på många amerikanska radiostationer.  Svenska gruppen The Hounds hade stor framgång med sin version på Tio i topp 1967. Karl Denver och hans trio fick en topp 10-hit i England för sin uppsnabbade version av låten. 1972 gjorde Robert John en cover på denna version.
Ännu en coverversion gjordes 1982 av Tight Fit. År 1997 spelade Svenska dansbandet Barbados in en coverversion av låten.

## Copyrighttvister
Pete Seeger sade senare i boken A Lion's Trail, att "det stora misstaget jag gjorde var att inte försäkra mig om att mitt skivbolag skrev ett vanligt låtskrivarkontrakt med Linda. Mitt skivbolag skickade helt enkelt lite pengar till Linda och upphovsrättsskyddade The Weavers version här och skickade lite pengar till The Weavers."
2000 skrev den sydafrikanske journalisten Rian Malan en artikel i Rolling Stone, om Lindas berättelse och uppskattade låtens värde i filmen Lejonkungen till 15 miljoner USA-dollar. Detta fick Francois Verster att göra den sydafrikanska dokumentärfilmen "The Lion's Trail" som visade låtens historia. Dokumentären vann en Emmy Award.
2004 stämde Solomon Lindas familj The Walt Disney Company. Familjen hävdade att The Walt Disney Company var skyldiga 1,6 miljoner USA-dollar i royalties för användningen av "The Lion Sleeps Tonight" i filmen Lejonkungen. Samtidigt började The Weavers skivbolag TRO/Folkways att betala ut 3 000 dollar årligen till Lindas efterlevande.
I februari 2006 nådde Lindas efterlevande en uppgörelse på ett hemligt belopp med Abilene Music, som hade ensamrätt och licensierade låten till The Walt Disney Company. Uppgörelsen gäller över hela världen sedan 1987.